# John Sam Lake
John Sam Lake je obec v okrese Snohomish v americkém státě Washington. V roce 2000 ji obývalo 753 lidí, z nichž 88 % tvořili běloši, 8 % původní obyvatelé a 1 % Asiaté. 2 % tehdejšího obyvatelstva byla hispánského původu. Z celkové rozlohy 12,9 km² tvořila 2 % vodní plocha.